# Atlético Aviación de Madrid 1942-1943
Questa voce raccoglie le informazioni riguardanti l'Atlético Aviación de Madrid, antico nome del Club Atlético de Madrid, nelle competizioni ufficiali della stagione 1942-1943.

## Stagione
Nella stagione 1942-1943 i colchoneros, allenati da Ricardo Zamora, terminano la stagione all'ottavo posto. In Coppa del Generalísimo l'Atlético Madrid fu invece eliminato ai quarti di finale dall'Atlético Bilbao, che poi avrebbe vinto la competizione.

## Maglie e sponsor
| Manica sinistra · Manica sinistra · Maglietta · Maglietta · Manica destra · Manica destra · Pantaloncini · Calzettoni |

## Rosa
| N. |                   | Ruolo | Calciatore               |
| -- | ----------------- | ----- | ------------------------ |
| -  | Spagna (bandiera) | P     | Fernando Tabales Prieto  |
| -  | Spagna (bandiera) | P     | Luis Martín Camino       |
| -  | Spagna (bandiera) | D     | José Luis Riera Biosca   |
| -  | Spagna (bandiera) | D     | José Mesa Suárez         |
| -  | Spagna (bandiera) | D     | Germán Gómez Gómez       |
| -  | Spagna (bandiera) | D     | Ramón Gabilondo Alberdi  |
| -  | Spagna (bandiera) | D     | Juan Escudero Bueno      |
| -  | Spagna (bandiera) | D     | José Cobo Antoranz       |
| -  | Spagna (bandiera) | C     | Aníbal Cabanzón Martínez |
| -  | Spagna (bandiera) | C     | Juan Vázquez Tenreiro    |

| N. |                   | Ruolo | Calciatore                    |
| -- | ----------------- | ----- | ----------------------------- |
| -  | Spagna (bandiera) | C     | Francisco Machín Domínguez    |
| -  | Spagna (bandiera) | C     | Juan Jimeno Fernández         |
| -  | Spagna (bandiera) | C     | Diego Forcén Cabito           |
| -  | Spagna (bandiera) | C     | Ramón Colón Acevedo           |
| -  | Spagna (bandiera) | A     | Francisco Martín Arencibia () |
| -  | Spagna (bandiera) | A     | Francisco Campos Salamanca    |
| -  | Spagna (bandiera) | A     | Domingo García García         |
| -  | Spagna (bandiera) | A     | Mariano Uceda Valdelvira      |
| -  | Spagna (bandiera) | A     | Rafael Asensio Lastra         |
| -  | Spagna (bandiera) | A     | Miguel Adrover Torregrosa     |

## Statistiche

### Statistiche di squadra
| Competizione           | Punti | Totale | Totale | Totale | Totale | Totale | Totale | DR  |
| Competizione           | Punti | G      | V      | N      | P      | Gf     | Gs     | DR  |
| ---------------------- | ----- | ------ | ------ | ------ | ------ | ------ | ------ | --- |
| Primera División       | 27    | 26     | 11     | 5      | 10     | 54     | 44     | +10 |
| Coppa del Generalísimo | -     | 4      | 1      | 1      | 2      | 6      | 9      | -3  |
| Totale                 | 27    | 30     | 12     | 6      | 12     | 60     | 53     | +7  |